# Lampo (meteorologia)

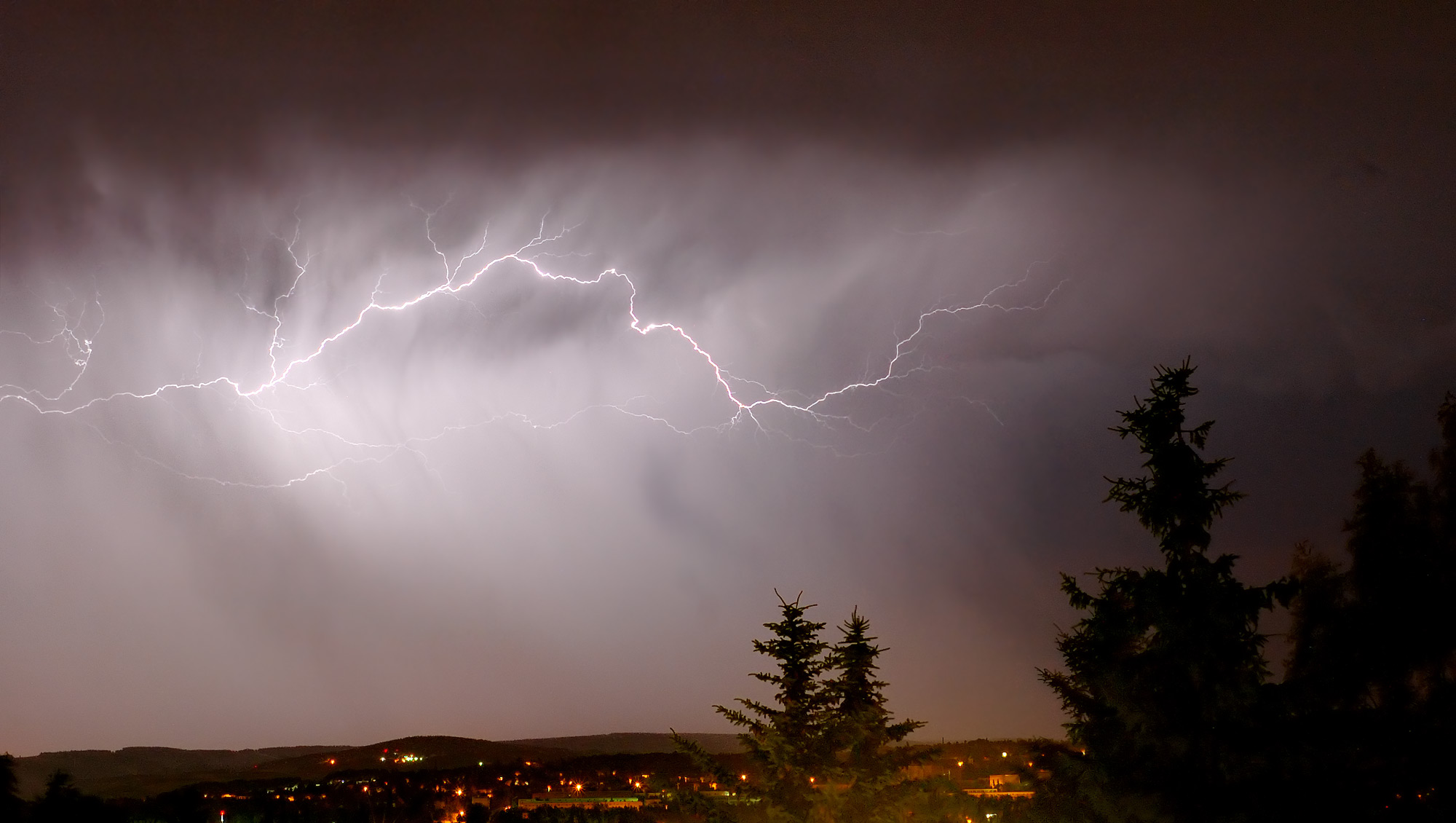
Lampo tra le nuvole

Un lampo è un improvviso bagliore che si verifica nell'atmosfera. Esso precede il tuono.

## Lampo temporalesco
Il lampo più comune è l'effetto luminoso di un fulmine, una violenta scarica elettrica all'interno di una nube o tra una nube e il suolo durante un temporale; i lampi possono raggiungere i 3 km di lunghezza e dipendono dalla dinamica del fulmine.
Più precisamente, alcuni meteorologi parlano di lampo nel caso di fulmine intra-nube (intra cloud lightning, IC), scariche interne a un cumulonembo che avvengono tra la base della nube a carica negativa e la cima a carica positiva; la zona della nube più soggetta a lampi è quella che possiede la maggior concentrazione di gocce sopraffuse d'acqua a contatto con cristalli di ghiaccio, a causa del differente potenziale elettrico tra queste due tipologie, che vengono in contatto tra loro; la scarica illumina l'interno del cumulonembo ed è d'aiuto per lo studio della consistenza del temporale stesso; i lampi si producono a quote più elevate rispetto ai fulmini negativi e possono essere osservati a più di 200 km di distanza in condizioni di visibilità ottimale (aria priva di nebbia o foschia e nessuna collina o montagna); in presenza di foschia la distanza massima scende a 100 km e i lampi diventano bagliori diffusi in lontananza.

## Lampo di calore
In casi particolari, si osservano effetti luminosi senza presenza di temporale. Sebbene la credenza popolare li identifichi come dovuti al calore, è praticamente certo che si tratti dell'effetto di un temporale lontano.

## Lampo superficiale
Sono stati osservati anche lampi che illuminano l'interno di nubi temporalesche (cumulonembi) senza essere seguiti da tuono: in questo caso si parla di lampi superficiali.

## Lampi globulari
I lampi globulari o fulmini globulari, di forma sferica, sono stati osservati con tempo secco.

## Lampi a rosario
Simili ai lampi globulari, sono costituiti da più lampi di forma sferica in fila e anch'essi sono stati osservati con tempo secco.

## Lampo sismico
Una simile luce abbagliante è stata osservata durante i terremoti, in questo caso emessa dal suolo che con l'aria sprigiona un suono fortissimo.